# Байрон, Пол
Пол Байрон (англ. Paul Byron; род. 27 апреля 1989, Оттава) — канадский хоккеист, левый нападающий клуба «Монреаль Канадиенс».

## Карьера
На драфте НХЛ в 2007 году был выбран в 6-м раунде под общим 179-м номером клубом «Баффало Сейбрз». Он вернулся в состав «Гатино Олимпикс», где стал одним из результативных игроков команды.
1 июня 2009 года подписал с «Баффало» трёхлетний контракт новичка и был отправлен в фарм-клуб команды «Портленд Пайретс», в котором он отыграл два сезона. Дебютировал в НХЛ 22 января 2011 года в матче с «Нью-Йорк Айлендерс», закончившийся победой «Баффало» со счётом 5:3; в этом же матче он заработал первые очки в карьере за голевую передачу. Свою первую шайбу в НХЛ забросил 24 января в матче с «Оттавой Сенаторз», который «Баффало» выиграл в овертайме со счётом 3:2.
25 июня 2011 года был обменян в «Калгари Флэймз». Он был отправлен в фарм-клуб команды «Абботсфорд Хит», в котором он продолжил свою карьеру, при этом вызываясь в НХЛ. С сезона 2013/14 он постепенно стал играть в основной команде, набирая очки в некоторых матчах.
6 октября 2015 года был обменян в «Монреаль Канадиенс» в качестве свободного агента. 23 февраля 2016 года продлил контракт с «Канадиенс» на три года. По итогам сезона 2016/17 он заработал лучшие в карьере 43 очка (22+21), став вторым игроком команды по числу заброшенных шайб.
22 сентября 2018 года подписал с «Монреалем» новый четырёхлетний контракт. В том же сезоне он стал альтернативным капитаном в «Канадиенс». Последующие три сезона у него были испорчены из-за травм, из-за которых он пропускал много матчей; несмотря на травмы Байрон принимал участие в плей-офф Кубка Стэнли 2021, в котором «Монреаль» дошёл до Финала, в котором со счётом 4-1 проиграл «Тампе-Бэй Лайтнинг». Пропустив большую часть нового сезона из-за постоянных травм, 17 февраля 2022 года он сыграл 500-й матч в НХЛ; «Монреаль» обыграл «Сент-Луис Блюз» в овертайме со счётом 3:2.

## Статистика
| Легенда | Легенда                    | Легенда | Легенда                   | Легенда | Легенда    |
| ------- | -------------------------- | ------- | ------------------------- | ------- | ---------- |
| И       | Количество проведённых игр | Штр     | Штрафное время            | +/−     | Плюс-минус |
| Г       | Голы                       | П       | Голевые передачи          | О       | Очки       |
| -       | Статистика неизвестна      | —       | Статистика не учитывалась |         |            |